# Histoire des mines d'argent
L’histoire des mines d'argent est très ancienne. La quête de l'argent donne lieu à une intense activité d'extraction depuis l'Antiquité dans toutes les civilisations.
En Europe, bien avant le Moyen Âge, ce métal précieux est recherché pour alimenter les échanges commerciaux et offrir des réserves de valeur, à concurrence bien entendu de l'or mais surtout du cuivre. Les techniques minières européennes, déjà élaborées sous l'Empire romain, progressent au début du Saint-Empire sous l'influence de techniciens saxons et parallèlement à la mise en place de zones financières fortes, celles des grands marchands des cités républicaines du nord de l'Italie et des villes portuaires comme Anvers et Londres, devenues des places financières. Les découvertes de gisements en Bohême au XIIIe siècle puis au Nouveau Monde au XVIe siècle provoquent d'importants remous économiques.
Les systèmes financiers et donc monétaires sont longtemps placés entre deux étalons, l'or et l'argent, ce dernier cédant du terrain au début du XIXe siècle pour redevenir un métal stratégique au début du XXe siècle car de nouvelles industries se mettent à utiliser massivement l'argent (automobile, photographie, cinématographie, radiographie, optique, électronique, chimie et pharmacie, etc.).
Alors que les réserves potentielles restent élevées, le cours du métal aujourd'hui sur les marchés des matières premières est considéré par les analystes comme sensiblement déprécié, et une telle situation finit par peser sur la productivité minière.

## Antiquité

### Les Phéniciens ouvrent des comptoirs proches de sites argentifères

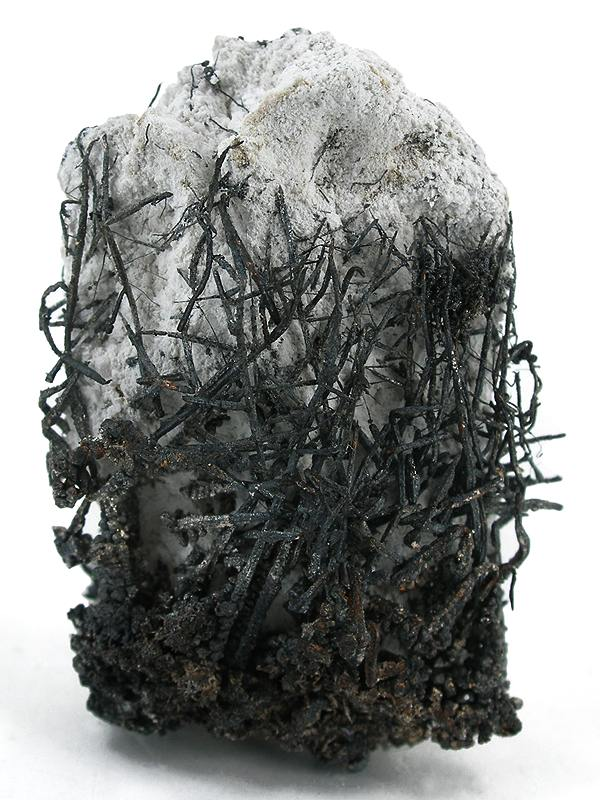
Calcite et cristaux d'argent (mine de Balcoll, Catalogne).

Les Phéniciens, peuple antique d'habiles navigateurs et commerçants, fondèrent dès -3000 de nombreux comptoirs en bordure de la Méditerranée orientale, notamment Carthage (en -814) et surtout le long des côtes de la péninsule ibérique, dont ils exploitaient les mines d'argent et de plomb.
Diodore de Sicile écrit à ce sujet : « Le pays des Ibères contient les plus nombreuses et les plus belles mines d'argent que l'on connaisse. Les indigènes en ignoraient l'usage. Mais les Phéniciens, venus pour faire du commerce, achetèrent cet argent en échange d'une petite quantité de marchandises. L'ayant porté en Grèce, en Asie et chez les autres peuples, ils acquirent ainsi de grandes richesses. »
C'est au VIIIe siècle av. J.-C., qu'ils fondèrent des colonies en Sardaigne, dont la plus ancienne, Sulcis, située sur la presqu’île de Sant'Antioco, est voisine du site minier du mont Sirai, à côté de Carbonia. Ensuite vinrent Karalis, Nora, Bithia, près de Capo Spartivento, Tharros et Bosa. Fondées surtout comme ports devant servir d'escales, les colonies sardes devinrent par la suite des centres de commerce avec les populations locales. La zone géographique ayant le plus de ressources minières est située au sud-ouest de l'île. Les premiers objets métalliques, de cuivre et d'argent apparaissent dans les tombes retrouvées en Sardaigne, avant le milieu du IVe millénaire av. J.-C.
Ils s'installèrent en Sardaigne vers 1200 av. J.-C. et fondèrent des villes côtières importantes en exploitant les mines d’argent. Une série de forteresses intérieures montrent qu'ils ont voulu contrôler le centre de la Sardaigne et qu'ils n'ont pu le faire qu'en construisant une sorte de frontière fortifiée contre les autochtones.

### L'Athènes antique profite de l’exploitation des mines du Laurion

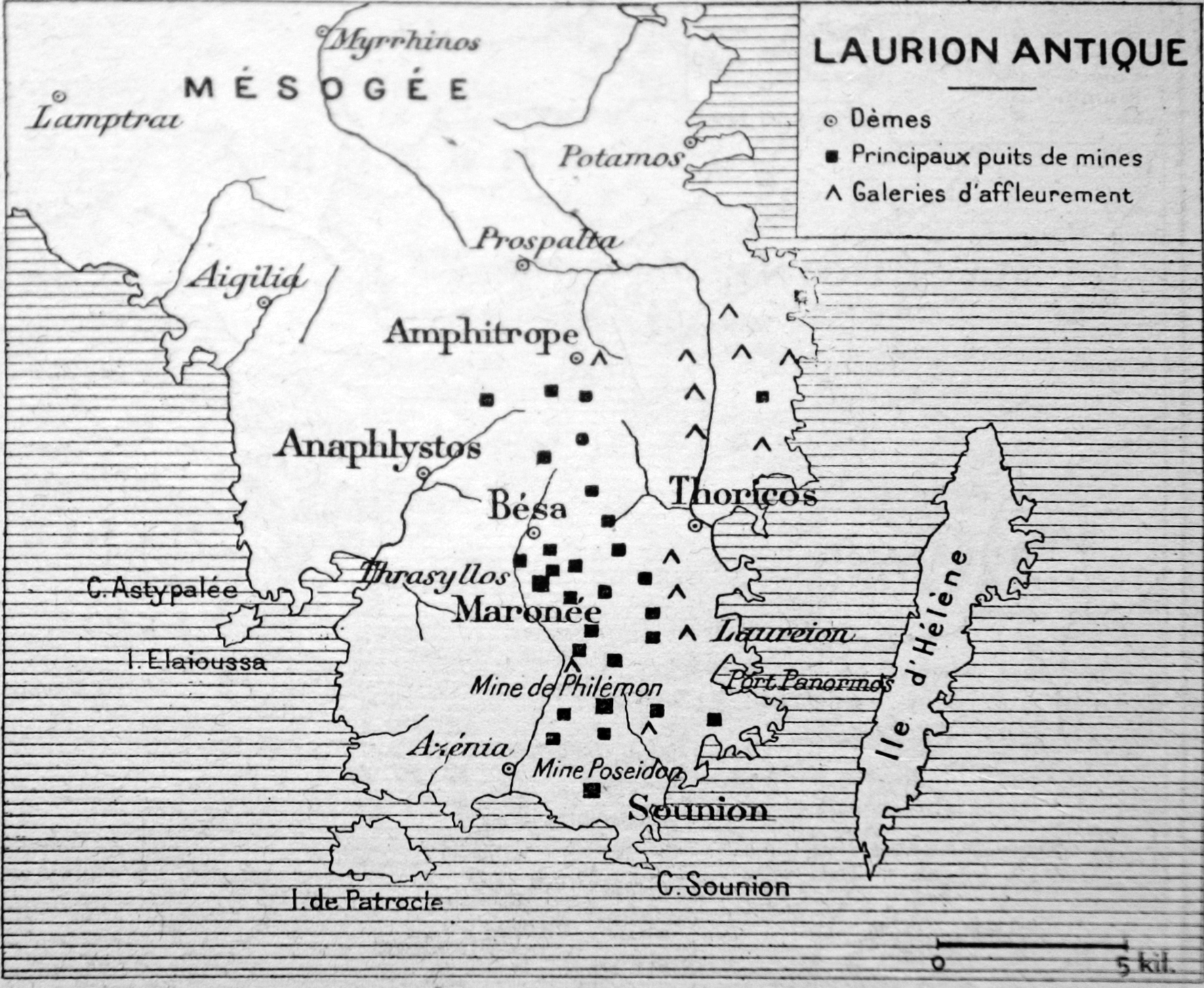
Carte du Laurion antique avec indication des puits de mine exploités au

Les mines du Laurion sont d'anciennes mines d'argent, situées dans la pointe méridionale de l'Attique, entre Thorikos et le cap Sounion, à une cinquantaine de kilomètres au sud d'Athènes, en Grèce. De nombreux vestiges de ces mines (puits, galeries, ateliers de surface) marquent encore aujourd'hui le paysage de la région. L'exploitation des mines du Laurion commença dès l'âge du bronze ancien, les analyses isotopiques du plomb présent dans les objets de cette époque indiquant qu'ils étaient fabriqués, pour une large part, avec du métal provenant du Laurion.
La preuve de cette exploitation au tout début de l'époque mycénienne, est, au XVIe siècle av. J.-C., la découverte d'un bloc de litharge à Thorikos, témoignant de la pratique de la coupellation dès cette époque, pratique qui s'est poursuivie puisque d'autres débris de litharge ont été découverts à des niveaux datant de la période protogéométrique (XIe siècle av. J.-C.). L'exploitation du gisement était alors de surface, le minerai affleurant au contact du schiste et du calcaire.
À l'époque classique, soit la majeure partie des Ve et IVe siècles av. J.-C., depuis la victoire athénienne de Salamine contre les Perses en -480 jusqu'à la mort d'Alexandre le Grand en -323, les Athéniens déployèrent une énergie et une inventivité spectaculaires pour en tirer le maximum de minerai. Ils y affectèrent notamment de très nombreux esclaves. Cela contribua notablement à la fortune de la cité et fut sans doute décisif dans l'établissement, à l'échelle du monde égéen, de la thalassocratie athénienne.
Le développement de la monnaie athénienne et sa fonction de monnaie de référence dans tout le monde grec à cette époque s'expliquent également par la richesse des gisements exploités au Laurion, qui furent cependant déclassés par les découvertes ultérieures des Romains.

### Les Romains retrouvent les mines ibériques des Phéniciens
Le géographe grec Strabon (-64 av. J.-C.) cite un fragment de texte de l'historien et homme d'État Polybe (né entre 210 av. J.-C. et 202 av. J.-C), selon lequel les mines d'argent qui étaient à la source du Bétis, où quarante mille hommes étaient employés, donnaient aux Romains vingt-cinq mille drachmes par jour, dans ce qu’on appelait les montagnes d'argent (mons argentarius).
Le Bétis est le nom que portait à l'époque romaine le Guadalquivir, fleuve espagnol (d'où le nom de la province Bétique). Les Romains n'ayant guère que des mines de cuivre et peu de mines d'argent, et les Grecs ne connaissant que les mines d'Attique, peu riches, ils furent étonnés de l'abondance de celles de cette région.
Après l'an - 75, les auteurs latins évoquent une certaine pénurie monétaire, du fait de l'épuisement probable des mines d'argent situées dans la Péninsule Ibérique.

## Moyen Âge

### Les rois francs et la mine d’argent des Deux-Sèvres
Au tout début de l'époque carolingienne, les mines de Melle, en Poitou, situées sous la ville et aux alentours, fournissent la part la plus importante de l'argent produit dans l'Empire. Celles-ci ont été exploitées de 602 jusqu'à au moins 995. Le minerai extrait était de la galène : du plomb contenant de l'argent. Le plomb servit tout d'abord à payer un tribut aux rois francs : sous Dagobert Ier, huit mille livres en étaient envoyées tous les ans à Paris pour servir à la couverture de la basilique Saint-Denis. Plus tard, le monnayage fut actif de 768 à 1189. L'atelier monétaire faisait notamment partie des dix ateliers autorisés à maintenir leur activité par Charles le Chauve (823-877), les Carolingiens ayant décidé d’utiliser l’argent pour les monnaies. Deux monnaies étaient frappées : l'obole et le denier. Ces mines d'argent sont les plus anciennes mines visitables d'Europe.

### Les Carolingiens créent l’industrie minière du Saint-Empire
Après la mort de Charlemagne en 814, les Carolingiens, dominant des territoires qui deviendront, pour partie, le Saint-Empire, décidèrent de ne frapper que des monnaies d’argent. Ce monométallisme va durer quatre siècles, jusqu'à la frappe après 1250 du fiorino en Toscane, de l'écu d’or de France et du sequin de Venise, entre autres.
Des mineurs originaires de Saxe furent très tôt des spécialistes des techniques d'extractions, qui leur ont permis de creuser de nombreuses mines d’argent dans toute l’Europe centrale, s’assurant des flux de métal régulier alors que l’or était beaucoup plus difficile à trouver. Ces mineurs spécialisés étaient de perpétuels migrants car ils vendaient leur expertise, appartenant à un compagnonnage. Lors de la récession d'un filon vieillissant, ils se mettaient en quête d'un autre, se préparant alors voyager, parfois en direction de contrée lointaines.
Des centres d'extraction apparaissent d'abord dans le Harz (Basse-Saxe). L'exploitation des mines d'argent y est mentionnée dès l'an 968 (près de la ville de Goslar) et au cours des siècles suivants, dans presque tout le massif montagneux environnant, surtout entre 990 et 1040 : pendant un demi-siècle, les Ottoniens vont s'y intéresser, d’autant que ce minerai argentifère possède une forte teneur en or. Le minerai est exporté vers des centres économiques très éloignés du lieu d'extraction.[réf. nécessaire] Les mines du Rammelsberg, creusées au cœur d'une montagne haute de 636 mètres et située au sud de Goslar, furent ouvertes au Xe siècle, sont répertoriées au patrimoine mondial.

### En 1168, le filon saxon de Meissen incite les mineurs à vendre leur savoir dans toute l'Europe
En 1142, un monastère cistercien avait été fondé à Sedlec, près du futur site minier de Kutna Hora, en Bohème, qui représenta jusqu'au tiers de la production européenne, par Miroslav de Cimburg, un noble de l'entourage de Vladislav II, sur une terre déjà défrichée et cultivée, et dont la maison-mère était Valdsassen (Rhénanie-Palatinat) de la branche dite de l’abbaye de Morimond qui s'occupe de métallurgie. Un siècle et demi, plus tard, le gisement va devenir la première mine du monde.
Entre-temps, en 1168, une veine d'argent extraordinairement riche fut mise au jour près de Meissen, au sud-est de la Saxe, à vingt kilomètres de Dresde et de la ville médiévale de Freiberg, qui fut détruite par un incendie quelques décennies plus tard. La mine donna 4 tonnes d’argent au cours de ses premières années, sous la direction du margrave, rebaptisé « Otto le riche », dont le petit-fils Henri l'Illustre, gouverna de 1221 jusqu'en 1288, au temps de la reconstruction de l'église de Meissen, laquelle possédait des tours pleines d'argent. Dans un tournoi qu'il donna à Freyberg, il fit apparaître au milieu d'une forêt, à la grande admiration des convives, un arbre d'argent ciselé, et chargé de feuilles d'argent et d'or. Les chevaliers qui rompaient une lance sur le corps de leur adversaire obtenaient une feuille d'argent ; ceux qui faisaient vider les étriers, une feuille d'or. Il commença à bâtir la citadelle de Dresde et à y tenir cour, après l’incendie qui avait ravagé Meissen. Il releva une cathédrale à Meissen et fonda nombre de monastères, lançant une ère de renouvellement dans la vie des peuples saxons et de leur art.
Au même moment, dans les Alpes orientales, en Carinthie, sur le territoire de l’évêque de Salzbourg, la mine de Friesach produisit elle aussi des quantités considérables. Également à cette époque, dans les « monts métallifères » de Toscane, les mines de Montieri furent exploitables.
Ces trois mines (Meissen, Friesach, Montieri) étaient les plus importantes d’Europe, stimulant l’appétit des mineurs. En 1220, eut lieu une nouvelle découverte à Inglau, à la frontière de l’Autriche et de la Moravie, qui permit de compenser l’épuisement des mines de Friesach et le déclin de celles de Meissen. De 1253 à 1274, elles produisirent 4 tonnes d’argent par an, sous le règne d’Ottokar II, roi de Bohême. Ensuite, dès 1280, les mines de Sardaigne prirent le relais des mines de Montieri, alors épuisées, tandis qu’en 1290, la plus grande de toutes les mines était découverte à Kutna Hora, produisant 6 à 7 tonnes par an en moyenne, avec des pics à 20 ou 25 tonnes.

### 1241: des mineurs germaniques s'installent en Slovaquie centrale
Des migrants allemands, invités par le roi de Bohême, ont contribué au développement des mines hongroises et slovaques. Installés dans la région de Spiš, ils étaient connus comme les Zipser Sachsen, ou « Saxons de Zips et du château de Spiš ».
Dénommés également « Allemands des Carpates » (Karpatendeutsche, v. 1900), ils s'établirent ainsi dans l'actuelle Slovaquie dès le XIe siècle et jusqu'au XVe siècle, la plupart après la fin de l'invasion des Mongols de 1241. Ils s’installent ainsi à Spana Dolina en 1242.
Ces familles comptaient parmi eux des spécialistes dans différents métiers, tels que les artisans et les compagnons mineurs. Ces derniers étaient des spécialistes des techniques minières. En Bohême, Moravie et dans la région des Sudètes, ils ont extrait surtout du cuivre, ainsi que de l’argent et de l’or, répartis dans de nombreuses mines de taille moyenne modernisées à la fin du XVe siècle.
Les zones principales d'exploitation se situaient à proximité de Bratislava ((de) Pressburg) et dans le Zips et autour du château de Spiš, ainsi que dans le Hauerland. On les trouve à Spana Dolina et Banská Štiavnica.
Cette région compte sept villes minières, situées dans l’actuelle Slovaquie centrale : Königsberg (Nova Bana), Schemnitz (Banska Stiavnica), Kremnitz (Kremnica), Neusohl (Banska Bystrica), Bugganz (Pukanec), Diln (Banská Belá), Libeten (Ľubietová).

### 1258 à 1326: les mines de Sardaigne prennent leur essor grâce à Pise
En 1258, Ugolin della Gherardesca(1220-1289), comte de Donoratico et tyran de Pise, passé à la postérité pour avoir servi de modèle au héros damné de la Divine Comédie de Dante, fonda à la pointe sud-ouest de la Sardaigne, Villa di Chiesa (aujourd'hui Iglesias), et l'une des plus importantes mines d'argent de la chrétienté, à six kilomètres au sud du site minier de Fluminimaggiore et son magnifique temple romain d'Antas Le site devint le premier domaine du comte puis en 1302 fut soumis à la souveraineté directe de Pise.
Ugolino opérait sur un territoire de 500 km2 nommé Argentaria del Sigerro en honneur de son sous-sol. Il favorisa le transfert des connaissances minières toscanes en Sardaigne. Le principal résultat de la politique démographique des Donoratico fut l'essor et le développement de Villa di Chiesa, l'actuel Iglesias. Les mineurs sardes fournirent 15 tonnes d’argent par an à Pise pendant la période qui va du XIIe au XIVe siècle. La splendeur de la ville toscane fut donc en partie créée par environ 6 500 metallari à Villa di Chiesa. Les Pisans reprirent le travail des Romains en ouvrant de nombreux puits et en redécouvrant les anciens. Une série de lois réunies dans un codex subdivisé en quatre tomes appelé le Breve di Villa di Chiesa organisait l’activité dans les mines.
Ce codex insistait sur la réglementation de l'extraction de l'argent. La peine de mort était prévue non seulement pour ceux qui volaient de l'argent ou des minéraux en contenant, mais aussi pour les fondeurs traitant des minéraux volés. Les mineurs utilisaient de petites pioches et d'autres outils manuels, préparant au feu la roche plus dure, travaillant douze heures par jour, du lundi midi au samedi midi. Le travail était suspendu l’été, les régions côtières étant exposées au paludisme.
Pise a perdu ses domaines sardes en 1326 en faveur de la couronne du Royaume d'Aragon, le roi prenant alors le contrôle des mines dans le but d'éviter des disputes entre les nobles aragonais. La perte de l'argent sarde fut le début du déclin de Pise, alors rivale avec Lucques et Florence. Lors de la conquête totale de l'île, les Aragonais cherchèrent à donner un nouvel élan à l'extraction de l'argent : douanes, impôts et droits de la couronne sur les minerais furent allégées. Mais sans succès : l'activité minière subit un déclin continu sous la domination aragonaise. La Sardaigne, autrefois l’une des premières origines d'argent, devra importer le métal précieux depuis les possessions espagnoles du Nouveau Monde.

### En 1284, une écluse et un canal de 22 kilomètres en Forêt-Noire
Relancée en 1170, la recherche de gisements nouveaux s’étendit vite à la Forêt-Noire, avant de gagner plus tard les Vosges. L’exploitation de l’argent débute vers 1200 dans les mines de Segen Gottes, sur la commune de Haslach avec trois étages de galeries creusées dans le massif granitique, en Forêt-Noire, dans le Bade Würtemberg, en Allemagne.
Les mines de plomb et d'argent de Suggental, les plus riches du Brisgau, appartenaient aux comtes de Fribourg-en-Brisgau et virent la construction d'une écluse, la première en Europe centrale, et d’un canal de 22 kilomètres en 1284, le canal « Urgraben ». À travers trois carrefours d'eau, il menait du « Zweribach » à Suggental et à Glottertal. Le canal faisait fonction d'un bassin de réception de l'eau qui venait du côté ouest du mont Kandel, d'une hauteur de 1 243 mètres, entouré des communes de Waldkirch, Simonswald, St. Peter et Glottertal.
De véritables villes minières éclosent en Forêt-Noire au XIIIe siècle, et surtout au XIVe siècle, comme Prinzbach, Neubulach, Todtnau, Munster et Sulzburg. Prinzbach s’est métamorphosée plus tard en modeste village et Munster a été effacée de la carte.

### Venise prend l’avantage sur Gênes et Florence pour le grand commerce, grâce à l’argent allemand
L’argent des diverses mines découvertes par les mineurs allemands en Saxe, en Forêt-Noire, en Slovaquie ou en Bohème est expédié à Venise sous forme de lingots par des négociants allemands, dont « Bernard l’Allemand ». Plus tard, Venise profitera de l’énorme mine de Kutna Hora, en Bohème, d'où des techniciens allemands lui assurent un flux régulier d'approvisionnement à bon compte, sécurisant l'importation des marchandises du monde arabe et des Indes, où l'argent est demandé en échange des précieuses épices. Venise devient de facto le port méditerranéen du Saint-Empire[réf. nécessaire].
Le lien vénitien avec l'Asie est consacré triomphalement en 1295 par le retour, entre autres, de Marco Polo. Plus près encore de Venise, les mines du Tyrol connaissent alors à leur tour une première phase d’expansion, à la fin du XIIIe siècle. Les arrivages d’argent allemand à Venise culminent vers 1340, puis déclinent, après avoir fait la richesse de la ville, qui s'est équipée d'un immense flotte, l'arsenal, qui quadruple entre 1304 et 1325, grâce aussi à la création en 1297 d'un système d'enchères, l'Incanto des galées du marché.
La rivale, Gênes, pourtant bien placée pour capter les épices de l’Asie, n’en profite pas, faute d'accès à des mines d'argent. Les rivales toscanes, Pise puis Florence, tentent dès la seconde moitié du XIIIe siècle de s'assurer des flux d'argent ; Pise n'y parvenant que jusqu'en 1326 et Florence profitant progressivement de sa nouvelle monnaie, le florin, pour se spécialiser dans le tissage et devenir un pilier de l'histoire de la laine et du drap.

### Florence, Gênes, Venise créent des monnaies en or
La demande d'argent s'affaiblit lorsque trois grandes cités marchandes d'Italie décident de jouer la carte de l'or en créant chacune une pièce fabriquée dans ce métal, plus difficile à rogner et à falsifier. C'est un coup de frein à l'intense exploration minière, mais très progressif, ces nouvelles monnaies mettant du temps à s'imposer, sans complètement évincer l'argent.
Le florin, principale monnaie du Moyen Âge et la première en or, est créé en 1252 par la corporation des changeurs et banquiers (Arte del Cambio) de Florence, l'une des cinq corporations majeures. Florence est suivie douze ans après par le roi de France Saint-Louis qui créé en 1264 le gros tournois d'argent et l'écu, appelé aussi écu d'or, interdisant par la même occasion au féodaux de battre monnaie. Puis c'est Venise qui créé en 1284 le ducat d'or. Le gros de Prague, en argent, apparaît ensuite en 1300 grâce aux mines de Kutna Hora en 1290.
Le florin d'or vaut deux florins d'argent et sa pureté va peu à peu l'imposer. Sa fabrication est dirigée par deux signori della zecca élus tous les six mois par les capitudini des arts, appartenant l'un à la corporation des changeurs l'autre à celle des lainiers, auxquels l'on adjoignait deux essayeurs d'or et d'argent. Il s'impose progressivement face au florin d'argent. Le premier sert à l'investissement, le second au échanges quotidiens.

### 1290, la fièvre de l'argent en Bohème après la découverte de Kutná Hora
En 1290, éclate la « fièvre de l'argent » à Kutná Hora : par milliers les gens affluent, en majorité allemands (voir Drang nach Osten). Une cité minière est fondée pour abriter une dizaine de milliers de mineurs, avec un statut de ville royale et des exemptions fiscales.
En 1300, Venceslas II promulgue un code royal, le Jus regale montanorum, qui détermine les bases de l'extraction minière et constitue, entre autres, une sorte de code du travail très en avance pour l'époque. Une réforme monétaire remplace les différents deniers frappés par les ducs ou les villes pour créer le gros de Prague.
Le caractère géostratégique des mines d'argent pousse les rois de Bohême a édifier des fortifications « en dur » qui remplacent les palissades provisoires, ce qui permet de repousser les tentatives d'invasion d'Albert d'Autriche en 1304 et 1307. L’argent a permis à la ville de financer la construction d'églises et de monuments et maisons magnifiques inscrites sur la liste du patrimoine mondial de l'UNESCO.
Puis au XVe siècle, l'extraction du minerai commence à faiblir. Les autres mines exploitées ensuite en Europe n'atteignirent pas, tant s'en faut, la même production et leur production était immédiatement aspirée par l'Italie et donc par l'Orient pour combler le déficit constant de la balance des paiements, aboutissant vers 1450 à une « famine d’argent », sur fond d’épuisement des grands gisements, de fin de la guerre de Cent Ans puis de découvertes des navigateurs portugais en Asie.
La découverte du riche filon d’argent à Meissen un siècle plus tôt avait incité les mineurs allemands à prospecter du côté des monts métallifères, des recherches couronnées de succès, comme le montre l’histoire des mines de cette région à cheval entre la Transylvanie, les Alpes orientales, et le Tyrol.

### L'accord entre la Couronne anglaise et les Frescobaldi de Florence
En cinq ans, de 1292 à 1297, les mines du Devon produisirent la valeur de 4 046 livres d’argent et 360 livres de plomb. Un an plus tard, en 1298, la production des mines d’argent du Devon doubla, grâce au creusement des « areines », galeries de drainage légèrement inclinées qui permettent d’évacuer à flanc de colline l'eau des mines. Nécessitant près de cent mineurs, elles furent efficaces, permettant d’exploiter la mine été comme hiver.
En 1297, le roi d'Angleterre décide de sanctionner le roi de France Philippe le Bel, qui avait en 1294 puis en 1296 dévalué l'écu en diminuant son poids d'or : il décide le blocus des exportations britanniques de laine brute vers la France, ce qui pénalise les quatre villes tisserandes de la Flandre et du nord de la France (Arras, Ypres, Bruges et Gand) et provoque en 1302 à Bruges une révolte ouvrière se traduisant par l'assassinat de centaines de Français.
Les Florentins, de leur côté, créent l'un des premiers « hôtels des monnaies », la corporation des changeurs opérant sur le Ponte Vecchio, corporation qui inventa en 1252 une monnaie en or, le florin. Pour que celle-ci s’apprécie contre l’argent et devienne une monnaie recherchée, ils encouragèrent les Anglais à produire plus d’argent-métal, ce qui eut pour effet de dévaluer l’argent face à l’or.
La famille Frescobaldi signe en 1299 un contrat avec Londres permettant d’acheter le minerai au prix de 5 sous la charge au maximum, l’une des onze clauses prévoyant un éventuel prix plus bas si les deux parties s’accordent. Par ailleurs, le contrat de location prévoyait un tarif de 20 sous par charge, le roi devant de son côté payer les dépenses de matériel occasionnées par l’extraction. Les mines ne sont louées que pour un an, contrat reconductible, le but étant d’inciter les Italiens à développer le site, comme dans un financement de projet.
Ne parvenant pas à obtenir le minerai au tarif réduit espéré, ni à produire à un coût aussi bas qu’espéré, ils subirent des pertes et ne renouvelèrent pas leur contrat. Le roi d’Angleterre reprit l'exploitation à son compte et en 1305, elle rapporta encore plus qu’en 1298. Au cours du XIVe siècle, la production d’argent du Devon s’épuise, malgré les prospections opérées par des mineurs allemands appelés par le roi.

### L'argent du Devon sert à financer les débuts de la guerre de Cent Ans
La mine d’argent de Combe Martin, située dans un village du nord du Devon, tout près de la Cornouailles, fut l’un des plus riches gisements d’argent de l’histoire de l’Angleterre. L’historien anglais William Camden (1551–1623) écrivit en 1607 une étude détaillée de la topographie des îles britanniques, appelée « Britannia », dans laquelle il explique que le roi d’Angleterre utilisa l’argent de la mine de Combe Martin pour financer la guerre contre la France, qu’il mena de 1312 à 1377. Son frère John d’Eltham, était comte de Cornouailles et en 1337, le comté fut érigé en duché. La région a toujours été considérée comme stratégique par les rois anglais, spécialement depuis l’invasion normande de 1066.
Lors de la guerre de Cent Ans, la couronne d'Angleterre prit l’avantage grâce aux premiers vrais canons, qui perforent les murs des citadelles françaises. C'est la famille Peruzzi de Florence qui prête, en prenant des gages sur les mines du Devon, rachetées aux Frescobaldi par la Couronne d'Angleterre.
William Camden ajoute que l’argent de cette mine servit aussi à financer la « chevauchée en France » d’Henri V, qui monta sur le trône en 1413 et lança en août 1415 une grande campagne de conquête de la France, s’emparant d’Harfleur, le 22 septembre, puis de Calais et remportant en octobre la célèbre victoire d’Azincourt.
En réalité, ce sont les 1 200 kg d'or versés par les Français aux Anglais pour la libération de leur roi Jean II le Bon qui contribuèrent plus largement à l'ascension politique d'Henri V, comme l'a bien démontré, entre autres, Jean Favier.

### L’argent de Serbie profite d’un regain d’intérêt pour l’or auXIVesiècle
Novo Brdo est mentionnée par la république de Raguse pour ses minerais mixtes, associant l'or et l'argent, très recherchées à partir du début du XIVe siècle, lorsque la demande d'or a commencé à augmenter à la suite de la nouvelle politique monétaire des grandes cités commerciales italiennes. Le florin d'or a en particulier permis aux drapiers de Florence de capter la matière première anglaise à leur profit. Le cours de l'argent avait également augmenté de 25 % dans le reste de l'Europe : l'exploitation des mines serbes devint doublement rentable.
 
Le métal était tellement abondant que toutes les villes de cette région se mirent à battre monnaie.
La première mine serbe connue est Brskovo, mentionnée en 1254, où travaillent des mineurs saxons. Leur activité sur les terres de l'Empire serbe, et plus tard en Bosnie, a été importante pour l'expansion des mines. Ils ont apporté leur technique, leur vocabulaire et ils ont formé les cadres locaux. Au siècle suivant apparaissent les mines de la région de Kopaonik, de Novo Brdo, puis au nord celles de Zeleznik. En Bosnie, le mouvement suivit mais avec un retard de près d'un siècle. Les archives ne mentionnent qu'en 1349 le nom de la mine d'Ostruvznica. La grande peste a touché la population européenne entre 1347 et 1351 tuant entre 30 et 50 % de la population pénalise ces nouvelles mines, son impact ne s'atténuant progressivement. En 1450, la ville de Novo Brdo, construite sur le cône d'un ancien volcan, n’a plus vraiment de rivales. Elle produisit cette année-là 6 tonnes par an d'un argent, contenant une forte proportion d'or.

### 1350: au sud des Vosges, des mines ouvrent après la dépression causée par la Grande Peste
Dans les Vosges, au pied du Ballon d'Alsace, Giromagny était au cœur d'une vaste concentration de mines. Vers le milieu du XIVe siècle, après la prise de possession de la région par la maison d'Autriche, une zone d'exploitation se développa le long de la rivière Savoureuse. Les mineurs ont alors un problème à résoudre : la pénurie de main-d’œuvre, car la grande peste, qui déferle à partir de la fin des années 1330, décime les populations en Europe. Il faut importer des mineurs, en bâtissant près de la mine une cité du type de celles qui se sont développées en Forêt-Noire.
La demande d'argent a commencé à diminuer, la pandémie ayant ralenti les échanges commerciaux et l'activité économique. L'âge d'or de ces gisements se situe plutôt entre le milieu du XVIe et le début du XVIIe siècle : les travaux s'enfoncèrent de plus en plus profondément nécessitant l'installation de machines d'exhaure perfectionnées. De nombreuses réserves d'eau furent établies (étangs) ainsi qu'une dérivation de la rivière Savoureuse. La guerre de Trente Ans accéléra le processus d'abandon des mines dans ce secteur.

### La famine monétaire de la fin du Moyen Âge
L'effondrement de la masse monétaire à la fin du Moyen Âge est mesuré par un autre exemple évocateur : les Valenciens, en 1451, refusent d'acheter à Jacques Cœur en invoquant comme raison que tout l'argent en circulation dans la ville ne suffirait pas à payer les marchandises chargées sur ses nefs. Par ailleurs, les tout-puissants Médicis n'auraient été, par leur chiffre d'affaires et comparativement, qu'une compagnie de second ordre au début du XIVe siècle tant le numéraire était devenu rare.
À la fin des croisades, les « paiements politiques » avaient déjà contribué à un premier déficit. Les 100 000 livres parisis dépensées par saint Louis en Terre sainte, en plus de sa rançon, ou les 750 000 livres sterling dépensées par Édouard Ier en 1294-1298 représentent 100 ou 300 tonnes d'argent et ces versements massifs ont réduit le stock monétaire, d’autant plus que la mine d’argent de Combe Martin, dans le Devon s'est ensuite épuisée, faute d’investissement, dans la deuxième partie du XIVe siècle.
En Angleterre, la quantité d’argent en circulation fut d’abord multipliée par dix entre le milieu du XIe siècle et le milieu du XIIIe siècle, pour atteindre 100 000 deniers d’argent, selon les estimations. À la fin du règne du règne d’Édouard Ier (1239 – 1307), c’est 400 tonnes, soit plus qu’à la fin du règne d’Élisabeth Ire (1553–1603), chiffre qui montre à quel point la circulation d’argent a chuté à la fin du Moyen Âge puis à la Renaissance, incitant à la réouverture par la reine de la mine d’argent de Combe Martin

## Les Temps modernes

### L'ouverture de la route maritime portugaise vers l'Inde stimule la demande d'argent
En 1453, la chute de Constantinople fragilise la route des épices par l'Asie, imposant la recherche d'autres voies pour le commerce des épices. L'Empire colonial portugais s'étend en 1483, quand Diogo Cao atteint l'embouchure du Congo. En 1488, Bartolomeu Dias dépasse le cap de Bonne-Espérance et Vasco de Gama arrive aux Indes en 1498. Dès 1501, les navires portugais jettent l'ancre dans le port d'Anvers pour y ramener du poivre de l'Inde, selon Fernand Braudel, qui observe que le roi du Portugal a choisi Anvers, car « la grosse clientèle du poivre et des épices est l'Europe nordique et centrale ».
L’Inde, passée maître dans l'orfèvrerie, demande en échange de ses épices des lingots d'argent, stimulant la demande et suscitant une renaissance des mines allemandes. Ceci fit la force d'Anvers : en effet, les marchands allemands, particulièrement de la Haute-Allemagne, s'étant installés massivement depuis plusieurs années dans la ville. Ce sont eux qui auraient les premiers préférés le port de l'Escaut à Bruges, qui de toute façon s'ensablait trop vite.
Fondée en 1508 à Anvers, la Feitoria de Flandres ne fait qu'officialiser le rôle pris par la ville depuis 1501 comme tête de pont de l'empire commercial portugais, la Casa da Guiné, devenue en 1503 Casa da India, à l'intersection des colonies du Brésil de l'Afrique et des Indes.

### Les progrès techniques permettent aux mines du Tyrol de dominer à partir de 1490
Ce qui s'était passé dans le Rammelsberg au XIIIe siècle, puis à Meissen au XIVe, se reproduit au XVe siècle dans la haute-vallée tyrolienne de l'Inn (Autriche), située à 100 km au sud de Munich. Les quelque 500 kilomètres de galeries des mines d'argent de Schwaz, où travaillaient jusqu'à 11 000 ouvriers et d’où est sorti à un moment 85 % de l'argent mondial s’étendent, l'extraction appartenant à de nombreux mineurs indépendants.
L'exploitation se rationalise et tombe progressivement dans les mains du banquier Jacob Fugger, qui au XVIe siècle, à l'apogée de la mine, tente de contrôler aussi le monopole de l'exploitation du cuivre en Europe. Schwaz est alors la seconde ville d'Autriche et une monnaie, le thaler est frappée à Hall, dans la vallée de l'Inn : cette monnaie est un pur produit du boom minier argentifère de l'Europe centrale et elle devient l'unité de compte du Saint-Empire. C'est dans ces mines que le médecin Paracelse travailla comme mineur en 1502, puis en 1506 comme chimiste à l'école des mines de Villach, où enseigne son père, avant de partir en 1521 sur d'autres sites miniers, tel Banská Bystrica.
On extrait aussi à Schwaz 25 tonnes de cuivre par an à partir d'un minerai à 5 % de cuivre, souvent mêlé à l’argent. En 1490, des mineurs venus de Nuremberg améliorent le procédé de séparation des métaux, par adjonction de plomb, ce qui permet d'obtenir 1,38 kg d'argent pour 100 kg de cuivre contre 0,79 kg auparavant, doublant d'un seul coup la production de la mine de Falkenstein et permettant à la ville d'Anvers, débouché portuaire éloigné de commercer à meilleur compte avec l'orient.
Ce progrès technique incite au percement de galeries jusqu'au-dessous du niveau de la nappe de la vallée de l'Inn, ce qui provoque de continuelles infiltrations d'eau. Plus de 600 ouvriers travaillent en permanence à son évacuation. En 1553, l'installation d'une roue hydraulique, remplace le travail de plusieurs centaines de ces ouvriers.
D'autres mines d'argent, à 20 kilomètres à l'ouest, à Rattenberg ou Kitzbühel, permirent la construction du château  Matzen. Tout proche, le haut-plateau de la Wildschönau, comptait aussi les mines d'argent de Thierbach. L'un des propriétaires des mines  acheta en 1520 le château de Reichersbeuern ou château de Sigriz (Schloß Sigriz), en Haute-Bavière dans le village de Reichersbeuern qu'il transforma en château renaissance. Le château de Tratzberg, juste à côte de Scwhaz. De l'autre côté de la frontière suisse, à Zillis (Grisons) furent creusées les mines d'argent d'Alp Taspegn.
La fortune des Fugger, par ailleurs banquiers de l’empereur, et qui assurait la livraison de l'argent du Tyrol sur le marché d'Anvers, s'accrut de 54 % entre 1511 et 1527, selon Fernand Braudel. À la mort de Jacob Fugger, sa fortune fut estimée à 1,6 million de florins, dont 380 000 pour les marchandises en stock, principalement du cuivre, 400 000 pour les créances sur les princes, ou encore 150 000 pour les immeubles situés à Augsbourg, Anvers, et Rome, Jacob Fugger ayant tissé un réseau de succursales à travers l'Europe.

### Les mines des Vosges centrales, une expansion stoppée par les arrivages des Amériques
La pénurie de métaux précieux favorisa l’essor des mines des Vosges , au Val-de-Galilée (La Croix-aux-Mines) et à son voisin d'une douzaine de kilomètres, le Val d'Argent (Sainte-Croix-aux-Mines et Sainte-Marie-aux-Mines), de part et d'autre de la rivière qui sert au lavage et à la fonderie, la Lièpvrette, gisement situé en partie sur les terres des Ribeaupierre, où fut bâti dès l'époque carolingienne le prieuré de Lièpvre.
Les mines d'argent, de cuivre et de mercure ont été exploitées dès le Xe siècle dans le Val-de-Galilée (La-Croix-aux-Mines) au bénéfice des monastères de Moyenmoutier et de Saint-Dié. Les trois principales exploitations se nommaient Saint-Nicolas, Saint-Jean et Chipal. La production décline en 1538 après vingt ans d’activité et avoir connu un maximum en 1532, à 6 386 marcs d'argent fin (soit 1 563 kg) envoyé à la Monnaie de Nancy. Les mines sont laissées plus ou moins à l'abandon après 1670, les fermiers du roi n'y trouvant plus leur compte.
Au Val d'Argent (Sainte-Croix-aux-Mines et Sainte-Marie-aux-Mines), l’activité a culminé plus tôt, en 1529, et duré plus longtemps. Les premières mines sont Notre-Dame-du-Val-de-Lièpvre et Saint-Jacques, dans Sainte-Marie-aux-Mines. Amorcée en 1512, l’activité est freinée par des conflits de territorialité. La recherche reprend en 1518 avec le creusement de six mines à Sainte-Marie-aux-Mines et d'un à l'Allemand-Rombach, vallon à 9 km au nord-est. La découverte en 1526 des mines Sainte-Anne, Herrschafft et Saint-Jean à Musloch étend l'activité minière aux vallons voisins : Stimbach et Sainte-Croix. En 1527, 23 mines sont exploitées.
Partie de Sainte-Marie-aux-Mines et Musloch, la « ruée vers l’argent » s’étend en 1529 à tous les vallons, avec 88 nouvelles mines : 9 à Musloch, 7 à Sainte-Marie-aux-Mines, 6 à Stimbach, 6 à l'Allemand-Rombach, 6 au Petit-Rombach, 6 à Ysenreyn, 6 à Ysembach, 5 au Grand-Rombach, 5 à Lièpvre, 4 à Saint-Pierremont, 4 à Saint-Blaise, 3 à Sainte-Croix, 3 à Schwymbach, 1 à Fénarupt. Les 25 mines déjà en activité continuent et au total 113 sites sont exploités au cours de l'année 1529. Quatorze nouvelles mines ouvrent ensuite entre 1532 et 1535 dans le vallon de Fénarupt. De 1532 à 1537, 10 194 florins, 9 gros, 1/2 deniers y sont investis, soit 35,13 % des dépenses totales d'exploitation des mines ducales. Mais, aucun ne produira d'argent. Dès 1536, les investissements se réduisent.
Dès 1546, soit à peine 22 ans après le décollage, une raréfaction drastique du bois oblige à en chercher beaucoup plus loin. Et dès 1559, le déclin des productions, malgré le redressement effectué entre 1569 et 1571, marque l'ensemble des mines du Val d'Argent ducal, même celles de Saint-Pierremont, de loin les plus productives. Encore respectable de 1572 à 1574, la quantité d'argent produite en 1583 ne représente plus que 26,5 % de celle de 1574.
Le déclin des productions, 1538 et 1559, correspond à la saturation du marché mondial causé par la production des mines espagnoles, et principalement par la montée en puissance du Potosi en Bolivie. L'ensemble des Vosges centrales, comptait 56 fonderies à la Renaissance, autour des sites d'extraction, le plus souvent en séries le long d'un même cours d'eau. La concentration du minerai et l'élimination de sa gangue s’effectuait grâce à un court bief de dérivation. Les champs d'épandage des boues de lavage, parfois étendus sur plusieurs centaines de mètres, généraient des conflits entre paysans et mineurs.
Un réveil de l’activité, sans égaler son ancien niveau, se produit dans les années 1710, sur fond de guerre de Succession d'Espagne. Quelques biefs de dérivation des rivières sont alors tracés ou rafraîchis. Les 70 kilomètres de réseaux souterrains ont fonctionné pendant plusieurs siècles sans apport thermique, créant un véritable musée des techniques minières. Sainte-Marie-aux-Mines a conservé 56 demeures de l'époque Renaissance, parmi lesquelles 12 maisons à tourelles et deux habitations de mineurs de modeste condition, sans étage ni ornementation.

### Au Mexique, Tasco, puis Pachuca, Zacatecas et Guanajuato: "l'archipel d'argent"
Lors de la colonisation espagnole du Mexique, Hernán Cortés qui découvrit de nombreuses mines d’argent. Située dans le nord de l’État du Guerrero au Mexique à environ 160 km de Mexico, à flanc de montagne, à une altitude de 1 600 mètres, Taxco a joué un rôle pionnier à partir de 1528 et fut renommée Real de Taxco en 1570, devenant l'un des plus grands centres miniers d’argent du Mexique, après avoir été le premier en exploitation, un peu avant celui de Pachuca, située à 94 km au nord de la cité de Mexico. Un peu après Taxco et Pachuca, les Espagnols ouvrent aussi des mines plus petites à Sultepenue et Tlapujahua. La découverte en 1548 de Zacatecas, à 600 kilomètres de Mexico, puis en 1558 de Guanajuato, par des muletiers, à mi-chemin entre Mexico et Zacatecas, ont ensuite fait un peu d'ombre à Taxco.
Hispanisé et relié par des caravanes muletières, mais souvent attaqué par les Amérindiens, « l’archipel de l’argent » mettait en danger la sécurité et la pérennité de Zacatecas. En 1576, trois mines importantes furent abandonnées, Charcas, Ranchos et Chalchuihuite. En 1579 une quatrième, Indé fut aussi quasiment abandonnée, les Mexicains décidant de concentrer la population sur les sites les plus importants. En 1585, le site de Zacatecas obtint ainsi le statut de ville.

### Entre 1560 et 1580, les mines du Potosí produisent240 tonnesd'argent en moyenne par an: un record
Dans la Vice-royauté du Pérou, le contrôle espagnol des mines a commencé avec l'arrivée de Gonzalo Pizarro et Hernando Pizarro en 1538. La première mine exploitée est celle de Porco (1544), rapidement éclipsée par celle de Potosí.
Situé dans l'actuelle Bolivie, le site de Potosí est fondé en 1545 pour exploiter les mines dans le Cerro rico, la montagne qui surplombe la ville. Le métal alimente les caisses de la couronne espagnole qui le dilapide au détriment de la production locale. Colbert écrit à cette époque : « Plus un État fait de commerce avec l'Espagne, plus il possède d'argent ».
Le Potosí livre la plus grande partie de l'argent expédié d'Amérique latine en Espagne, soit 240 tonnes d'argent en moyenne par an, entre 1560 et 1580, pour un total de 4 800 tonnes. Encore aujourd'hui, l'expression vale un Potosí (« cela vaut un Potosí » — citation du Don Quichotte) — s'emploie en espagnol à peu près avec le même sens que l'expression française « c'est le Pérou », dont l'origine historique est la même. Le Potosi était à l'époque situé dans la vice-royauté du Pérou.
Entre 1635 et 1647, des filons sont découverts dans les mines de San Antonio del Nuevo Mundo (Sud Lipez). Avec les mines de Potosi, ce nouveau site contribue à la production d'argent, notamment vers l'année 1655 et dans la décennie 1680-1690.
En 1644, un filon de galène (sulfure de plomb argentifère) est découvert en Savoie à Peisey-Nancroix ; il est exploité jusqu'en 1866.

### 1680-1720: nouvelle «famine monétaire» pour l'Europe touchant aussi l'Asie
La production d'argent du Potosi bolivien ayant atteint sept à huit millions de pesos par an à la fin du XVIe siècle, elle éclipse puis décourage l'exploitation d'autres sites miniers. Ensuite, cette extraction décline très progressivement à partir de 1605, stagne entre 1650 et 1680, puis décline franchement à partir de 1680, au moment où les trois expéditions pirates d'Henry Morgan affaiblissent durablement le circuit monétaire de l'argent espagnol, le ramenant à un niveau de seulement deux millions de pesos par an jusqu'en 1730, avant d'opérer un modeste rebond jusqu'en 1800, à trois millions de pesos par an. Les arrivées d'argent mexicain stagnent elles aussi à partir de 1650, touchant un plus bas en 1700 et ne reprennent leur croissance que vers 1715, à la fin de la guerre de Succession d'Espagne.
La sortie de l'argent espagnol en provenance d'Amérique latine est aussi perturbée par les grandes expéditions des corsaires malouins dans les mers du Sud, sur la côte Pacifique. Attirés par la rareté des métaux précieux, ces corsaires pillent les villes côtières espagnoles et ramènent des fortunes en piastres d'argent après 1700, enrichissant entre autres la Bretagne et la Normandie, mais désorganisant un peu plus la circulation monétaire, dont les intermédiaires espagnols étaient jusque là les moteurs.
Les nombreux conflits militaires de la fin du XVIIe siècle entre grandes nations européennes, en particulier la guerre de la Ligue d'Augsbourg, désorganisent aussi beaucoup les circuits commerciaux. En 1655, les Anglais avaient pris la Jamaïque aux Espagnols pour en faire une plateforme logistique destinée aux aventuriers, corsaires et pirates, base dirigée par Henry Morgan qui lance de grandes expéditions sur Cuba en 1668, Maracaibo en 1669 puis Panama.
L'effondrement de la masse monétaire à la fin du XVIIe siècle est mesuré par la baisse de la production du Potosi bolivien, qui fournissait alors la plus grande partie de l'argent utilisé dans le monde, et notamment recyclé par les compagnies de commerce hollandaises à travers leurs comptoirs en Asie.
« Les marchands européens, pour poursuivre leur profitable commerce d'Asie, sont eux-mêmes à la merci des arrivées à Cadix de l'argent américain, toujours irrégulières, parfois insuffisantes. L'obligation de trouver à tout prix les espèces nécessaires au commerce asiatique ne peut être ressentie que comme une servitude. De 1680 à 1720 en particulier, le métal se fait relativement rare, son prix sur le marché dépasse le prix offert par les hôtels de monnaies. Le résultat, c'est une dévaluation, de fait, des monnaies décisives, le florin et le sterling, et une dégradation pour la hollande ou l'Angleterre des terms of trade avec l'Asie », selon l'historien Fernand Braudel.
C'est l'époque où la Compagnie néerlandaise des Indes orientales décline, tandis que l'important effort naval et commercial produit par la Révolution financière britannique ne parvient pas à prendre le relais en Asie. L'histoire des indiennes de coton en Europe qui prend son essor à la même époque en copiant les produits indiens par des techniques d'impression locales, est le résultat du frein au commerce asiatique causé par cette famine monétaire, qui prendra fin à partir des années 1720 lorsque la région du Minas Gerais brésilien bouleverse l'histoire des mines d'or en produisant neuf tonnes d'or par an en moyenne, soit trois fois plus que lors des vingt années précédentes, grâce aux machines de Thomas Newcomen permettant de percer des mines plus profondes car mieux asséchées.

### La relance des mines mexicaines à partir de 1715
Le sommet de la production des mines d'argent mexicaines ne sera atteint que vers 1780, une trentaine d'années avant l'indépendance du Mexique, avec près de 24 millions de pesos produits chaque année contre un peu moins de 4 millions de pesos pour le Potosi. Les deux parties de l'empire espagnol, Mexique et Bolivie, ont alors connu un « deuxième cycle » de production d'argent, dans la deuxième partie du XVIIIe siècle, qui fait suite au "premier cycle" du  XVIIe siècle. L'ampleur de ce deuxième cycle fut beaucoup plus importante au Mexique, où il se produit dès le début du XVIIIe siècle, alors qu'il n'est effectif au Potosi qu'à partir des années 1740. Ce regain est soutenu en 1778 par la découverte de nouveaux filons d'argent mexicain, tout près du Real de Catorce, à une centaine de kilomètres à l'est de Zacatecas, tandis qu'un autre gisement sera identifié en 1850, toujours au Mexique, près des mines de Cinabre, non loin de San Luis Potosi.
Nichée entre les canyons, avec 4 000 kilomètres de galeries, la mine située autour de la ville de Mineral del Monte a produit à elle seule plus de la moitié de l’argent exploité durant la colonisation espagnole du Mexique, sur les flancs de la montagne. Elle seule avait le droit de faire valoir son propre sceau (« Real del Monte ) comme garantie de la qualité de sa production d'argent, jusqu'au marché de l’argent à Londres. Le site fut relancé au XVIIIe siècle par Pedro Romero de Terreros, comte de Regla, (1710–1781), magnat des affaires et philanthrope, qui fit venir plusieurs centaines de techniciens anglais en concédant le gisement à la Compagnie Real del Monte et Pachuca.

## Des révolutions industrielles à nos jours

### Le début duXIXesiècle
Selon Fernand Braudel, une évaluation réalisée en 1810 par José Maria Quiros, secrétaire du consulado de Vera Cruz indique que le produit minier ne représente au total que  12,3 % du produit total de la Nouvelle-Espagne. Braudel estime alors que le produit de la Nouvelle-Espagne représente à peu près la même chose que celui de toutes les autres colonies espagnols, soit environ un demi-milliard de pesos pour chacune des deux parties et un revenu moyen de 66 pesos par habitant, pour les six millions de personnes vivant en Nouvelle-Espagne. Les calculs statistiques effectués beaucoup plus tard évaluèrent à 838 857 marcs d'argent la production des mines du Mexique entre 1824 à 1830, pour sept années, soit seulement le tiers environ de ce qu'elles produisaient à leur apogée pour une seule année.
Les mines d'argent continuent à faire rêver dans tous les milieux : en mars 1838, l'écrivain Honoré de Balzac entreprend une expédition d'un mois et demi en Sardaigne (voir Histoire minière de Sardaigne), car il rêve de faire fortune dans l'exploitation minière. Il redonne vie à un filon abandonné : la Nurra, après avoir eu connaissance, l'année précédente, lors de son passage à Gênes, de l'existence de mines de plomb argentifère dans l'île méditerranéenne.

### Les gisements nord-américains auXIXesiècle, le «Silver Rush» et le problème du bimétallisme

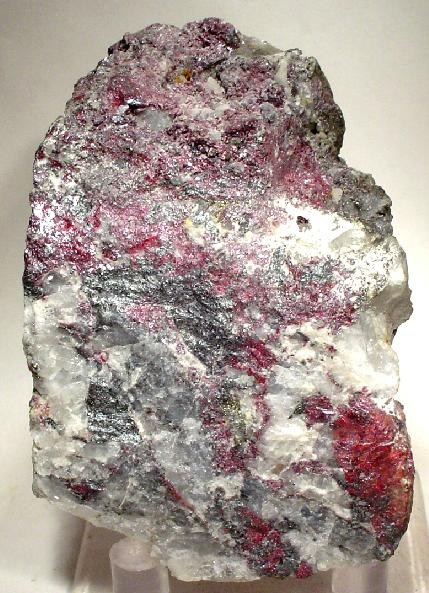
Fragment de pyrargyrite avec veine d'argent (mine de Comstock Lode, Nevada).

#### Les mines du Nevada cotées à San Francisco
Dans les années 1860, la découverte de filons d'argent dans l'Ouest américain rend ce métal surabondant, lui faisant perdre sa valeur monétaire. Le Nevada, le Colorado et le Montana se couvrent en quelques années de villes minières principalement argentifères.
Découvert au printemps 1859, à peine 11 ans après la ruée vers l'or en Californie, dans le Nevada (alors Territoire de l’Utah), sur la pente est du mont Davidson, entre 1 800 et 2 000 m d'altitude, le Comstock Lode sera le plus important gisement d'argent-métal de l'histoire des États-Unis. Certains filons découverts (Ophir Mine, Big Bonanza) mesuraient plusieurs dizaines de mètres d’épaisseur (à comparer aux quelques mètres des mines habituelles) sur des centaines de mètres de profondeur. Ces importants volumes récupérables, près de la ville-champignon de Virginia City, ont créé un besoin de financements importants et la constitution progressive de nombreuses compagnies minières par actions, cotées à la Bourse de San Francisco.

#### Le boom du Colorado
Un boum en argent du Colorado débuta plus tard, en 1879, à Leadville, près de Denver, qui connait alors une période d'essor d'exploitation minière d'argent, vingt ans après la ruée vers l'or de Pikes Peak de 1859, dans le même État du Colorado. Ce boom fut la conséquence de commandes à grande échelle du gouvernement américain autorisé par le Congrès en 1878. Le boom perdura pendant les années 1880, entrainant une forte augmentation de richesse et de population au Colorado, surtout dans la montagne. Leadville avait alors une petite minorité de Juifs provenant d'Allemagne et d'Europe de l'Est. Le boom s'acheva en 1893 au moment de la chute du prix de l'argent causé par le Sherman Silver Purchase Act. Plus de 82 millions de dollars en argent furent extraits.

#### L'expansion plus durable, dans le nord de l'Idaho
Dans le nord de l'Idaho, à Canyon Creek, à l'automne 1884, la Tiger mine, à Burke en Idaho, les mines de plomb argentifère montent en puissance, et à l'automne 1885 les mines Bunker Hill & Sullivan sont à leur tour découvertes à Wardner, à une époque où la région est encore inaccessible.
Grâce à une contribution majeure de la région de Coeur d'Alene, la production américaine de plomb argentifère a doublé entre 1889 et 1900, année où elle s'est élevée à 368 000 tonnes, avant de revenir à 280 000 tonnes en 1903 dont 100 000 la région de Coeur d'Alene. La production de la "Silver Valley, va représenter un milliard d'onces d'argent, 3 million tonnes de zinc, et 8 million tonnes de plomb, totalisant plus de 6 millions de dollars par an.
Avec le secteur du Potosi en Bolivie et celui de Mineral del Monte au Mexique, le nord de l'Idaho est l'une des trois régions au monde à avoir produit plus d'un milliard d'onces d'argent-métal au cours de l'histoire.

### La Bolivie reste le deuxième producteur mondial en 1900
Les mines de Huanchaca et de Pulacayo, propriétés d'Aniceto Arce deviennent un enjeu boursier à New York aux alentours de 1900.

### Les grands producteurs mondiaux au début duXXIesiècle
Le Mexique est de très loin le premier producteur mondial en 2016, devant la Chine et l'Australie:
| Production mondiale, en tonnes | 2016  |
| Monde                          | 27300 |
| Mexique                        | 5400  |
| Chine                          | 4100  |
| Pérou                          | 3800  |
| Australie                      | 1700  |
| Chili                          | 1600  |
| Russie                         | 1500  |
| Pologne                        | 1300  |
| États-Unis                     | 1100  |
| Canada                         | 500   |

#### Vers une érosion de la productivité?
En 2011, 37 % de la production minière mondiale d'argent provient de mines de plomb-zinc, 21 % de mines de cuivre et 13 % de mines d'or. 29 % seulement de la production provient de mines extrayant principalement l'argent. Les 7 premiers pays producteurs sont le Mexique, la Chine, le Pérou, l'Australie, la Russie, la Pologne et la Bolivie, les trois premiers avec plus de 3 000 t par an.

## Les grandes périodes de l'économie mondiale
- La très forte croissance mondiale des années 1830 interrompue par la Panique de 1837.
- La très forte croissance mondiale des années 1850, interrompue par le Krach de 1857.
- La longue dépression 1873 à 1896 dans le sillage de la Crise bancaire de mai 1873.
- La forte croissance mondiale des années 1900, interrompue par la Première Guerre mondiale.
- La très forte croissance mondiale des années 1920, interrompue par le Krach de 1929.
- Grande dépression des années 1930 dans le sillage du Krach de 1929.
- La forte croissance mondiale des années 1945 à 1974, interrompue par la Premier choc pétrolier.